# Самървил (град, Орегон)
Самървил (на английски: Summerville) е град в окръг Юниън, щата Орегон, САЩ. Самървил е с население от 117 жители (2000) и обща площ от 0,7 km². Намира се на 824,5 m надморска височина. ЗИП кодът му е 97876, а телефонният му код е 541.